# Revan
Revan è un personaggio dell'universo espanso fantascientifico di Guerre stellari. È un Jedi vissuto nel periodo della Vecchia Repubblica. Il personaggio fa la sua prima apparizione nel videogioco Star Wars: Knights of the Old Republic ed è completamente gestibile dal giocatore che può sceglierne aspetto e sesso. Il canone stabilito da LucasArts vede Revan come un maschio. Nel videogioco, la voce del personaggio maschio è data da Rino Romano.
In seguito il personaggio viene menzionato anche in Star Wars: Knights of the Old Republic II: The Sith Lords e compare in Star Wars: The Old Republic, nel fumetto Knights of the Old Republic e nel romanzo Star Wars - The Old Republic: Revan.

## Storia
Non si sa molto sull'infanzia di Revan. La sua prima maestra, Kreia, afferma che sia nato in un pianeta dell'Orlo Esterno. Revan viene addestrato su diversi pianeti da numerosi maestri Jedi durante la sua giovinezza; Kreia, Arren Kae, Dorak, e Zhar Lestin sono quelli che danno il maggior contributo alla sua formazione.
Quando le guerre mandaloriane iniziarono, la Repubblica aveva un bisogno disperato di ricevere supporto dal Consiglio Jedi, ma i Maestri che lo presiedevano rifiutarono di dare il loro appoggio. Le ferite della grande guerra Sith contro Exar Kun erano ancora aperte e il Consiglio non si sentiva in grado di affrontare una nuova guerra dopo così poco tempo. Inoltre avevano percepito, a ragion veduta, una minaccia che si nascondeva dietro la guerra. Alcuni Jedi erano però in disaccordo con la loro posizione, apparentemente inattiva. Da quando il giovane Revan era salito al grado di cavaliere, grazie al suo carisma, aveva cominciato ad attirare l'attenzione di molti giovani dell'Ordine. Revan e il suo amico Alek (che durante la guerra cambierà nome in Malak) capeggiarono quindi un gruppo di jedi che si adoperò a sostegno dell'esercito della repubblica, tuttavia essi erano in troppo pochi per poter fare davvero la differenza. Le cose cambiarono dopo il massacro di Cathar: l'esercito mandaloriano, alla guida del generale Cassus Fett, annientò l'intera popolazione del pianeta (per lo più composta da civili disarmati). Revan e i pochi jedi al suo seguito assistettero al fatto tramite una visione della forza. Fu tramite questa visione che Revan poté vedere che un mandaloriano si oppose all'eccidio e che per questo fu brutalmente ucciso. Revan decise di prendere la sua maschera in un atto simbolico tramite il quale assorbire lo spirito e la causa del guerriero caduto. L'episodio generò sdegno in tutta la galassia e migliaia di jedi tra padawan, cavalieri e maestri si unirono alla causa di Revan.
L'entrata di Revan in guerra nel 3.963 BBY segnò un'importante svolta, e per la prima volta i mandaloriani dovettero arretrare di fronte al genio tattico del giovane unito alla straordinaria efficienza bellica dei Jedi. Revan e Malak vennero in breve promossi fino a ricevere il completo controllo della flotta della Repubblica. Insieme liberarono Taris, combatterono contro Cassus Fett - lo stratega primario del Mandalore - nel Grappolo di Jaga, e distrussero una buona parte della armata Mandaloriana ad Althir. Revan scoprì l'Accademia Trayus, un luogo costruito dall'antico Impero Sith di Naga Sadow. In quel luogo Revan scoprì dell'esistenza dell'Impero Sith, che si pensava fosse stato sconfitto nella Grande Guerra Iperspaziale, e capì che la minaccia era imminente, in grado di distruggere la Galassia. Arrivò alla conclusione che la Repubblica era troppo malata e incapace di difendersi da una minaccia così potente, e quindi si doveva creare un nuovo governo privo di debolezze per sostituire quello inefficace, un nuovo Impero fondato sugli insegnamenti Sith. Avrebbe salvato la Galassia conquistandola, e in quel momento Revan abbandonò gli insegnamenti Jedi, prendendo il titolo di Signore Oscuro dei Sith e diventò Darth Revan, prendendo con sé Malak come apprendista. Revan pianificò l'ultima battaglia su Malachor V. Fece costruire dal tecnico iridoniano Bao-Dur, un dispositivo: il generatore di masse oscure, capace di amplificare notevolmente la gravità del pianeta. Le flotte dei mandaloriani e della repubblica si schiantarono al suolo, schiacciate dalla gravità del pianeta. E in un solo giorno Revan sconfisse tutti i suoi nemici.
Dopo la vittoria di Malachor nel 3.960 BBY, la Repubblica accolse Revan e Malak come eroi, ma gli insegnamenti Sith si stavano già diffondendo nei loro ranghi. Revan si stava preparando per la sua campagna di conquista della repubblica, ma sapeva di non aver a disposizione un esercito sufficientemente potente. Per questo tramite le mappe stellari si mise in cerca della Star Forge, una fabbrica in grado di fornirgli le risorse belliche di cui aveva bisogno. Scoperta e sfruttata la Star Forge, nel 3.959 BBY, Revan e Malak tornarono nello spazio conosciuto, alla testa di un'enorme flotta Sith. La campagna di conquista di Revan, passata alla storia come la guerra civile Jedi, era orchestrata in modo da ribaltare la Repubblica arrecando il minore danno possibile alle risorse industriali e alle infrastrutture più importanti. Sotto la sua guida le forze Sith lasciarono da parte i pianeti militarmente più importanti. Grazie a una brillante strategia e ad alleanze tattiche, l'Impero Sith di Revan nel giro di due anni conquistò un terzo dello spazio e mise in ginocchio la Repubblica.
Nel 3.957 BBY la Repubblica e i Jedi lanciarono un attacco disperato alla nave di Revan. Darth Malak scelse quel momento per attaccare la nave ammiraglia della flotta Sith su cui era Revan, per eliminare sia il suo Maestro che la minaccia principale alla flotta Sith. Bastila Shan rimase l'unica persona in piedi sulla nave di Revan. La ragazza vide che il giovane Revan era quasi morto, ed era rimasta solo una piccola scintilla di vita in lui. Decise quindi di curarlo attraverso la Forza e di portarlo dagli Jedi, che lo curarono e la sua mente venne riprogrammata dal Consiglio per nascondere la sua identità di Signore Oscuro e per permettere a Bastila di accedere al suo subconscio, per trovare un modo di sconfiggere la flotta Sith.
Revan, sotto un nome falso, venne messo al servizio di Bastila sulla nave Endar Spire. Nell'orbita del mondo di Taris, la Endar Spire venne attaccata dalla flotta Sith e venne distrutta. Bastila riuscì a fuggire sulla superficie del pianeta, seguita tempo dopo da Revan e dal soldato Carth Onasi. Revan, Bastila, e Carth, assieme alla giovane twi'lek Mission Vao, allo wookie Zaalbar, e al mandaloriano Canderous Ordo, riuscirono ad evitare il bombardamento del pianeta e fuggirono a bordo di una nave sottratta a uno dei signori del crimine di Taris, la Ebon Hawk. Revan e compagni arrivarono sul mondo di Dantooine, dove Bastila convinse il Consiglio Jedi a riaddestrare il dimentico Revan nelle vie dei Jedi. Revan assunse in brevissimo tempo il grado di Padawan e gli venne assegnata una missione di elevata importanza dal Maestro Vandar: cercare le mappe stellari per localizzare la Star Forge.
Durante il viaggio per trovare la quarta mappa stellare la Ebon Hawk venne catturata con un raggio traente dalla Leviathan, la nave di Saul Karath. Revan scelse un membro del gruppo adatto da mandare di nascosto sul ponte della nave per liberare il gruppo intrappolato. Il membro libero salvò tutto il gruppo e arrivando sul ponte dell'hangar Carth, Bastila e Revan incrociarono Saul Karath, che venne ucciso da Carth. Non riuscirono a lasciare la Leviathan però, senza prima imbattersi nello stesso Darth Malak. Il vecchio apprendista raccontò allo sbalordito Revan la verità sul suo conto e i due combatterono in un duello feroce. Revan non era ancora abbastanza forte per battere Malak, e Bastila si sacrificò facendosi catturare per permettere al gruppo di fuggire.
Dopo aver tracciato la posizione della Star Forge, Revan e i compagni partirono all'assalto della fabbrica. Liberata Bastila dall'influsso del lato oscuro che Malak esercitava su di lei, Revan si preparò al confronto finale con Malak. Revan riuscì a batterlo ferendolo a morte. La Star Forge venne distrutta, e l'equipaggio della Ebon Hawk venne ricevuto sul pianeta dei rakata da centinaia di soldati e civili. Il Maestro Vandar regalò una medaglia a ogni membro del gruppo, con cui celebrò il ritorno alla Luce di Revan, il Cavaliere prodigo.
Dopo anni dalla sconfitta di Malak, Revan comincia ad interrogarsi sul suo passato, chiedendosi cosa abbia spinto i mandaloriani ad attaccare la Repubblica. Revan ricorda l'esistenza dell'Impero Sith, di esserne venuto a contatto dopo la scoperta dell'accademia di Trayus su Malachor V, e in particolare di un pianeta, Nathema, ove si dirige dopo aver salutato la moglie Bastila incinta. Arrivato su Nathema, Revan viene attaccato e catturato da Nyriss (vecchia e potente Sith, facente parte del Consiglio Oscuro) e Lord Scourge (giovane Signore dei Sith), i quali sono venuti a conoscenza dell'intenzione di attaccare la Repubblica da parte dell'Imperatore. I due sith si trovavano su Nathema per osservare la scempiaggine compiuta dall'Imperatore nell'eseguire il rituale che lo rese immortale. Esso è infatti un pianeta morto, privo di qualsiasi traccia della Forza, che qui appare come "strappata via", sostituita da una grande sensazione di vuoto. I due Sith tengono prigioniero Revan su Dromund Kaas, capitale imperiale, dove nel frattempo complottano per fermare l'intento dell'Imperatore di attaccare la Repubblica, ritenendola una mossa avventata che porterà l'Impero alla distruzione. Revan resta imprigionato per tre anni. Nel frattempo Meetra Surik, ovvero l'Esule jedi che aiutò anni prima Revan su Malachor V, parte per salvarlo, dopo aver saputo da Bastila dove egli si fosse recato. Meetra e Scourge hanno entrambi l'intento di fermare l'Imperatore, e convengono che l'unico modo sia liberare Revan dal palazzo di Darth Nyriss, dove viene tenuto prigioniero. Per farlo, Scourge va dall'Imperatore in persona, rivelandogli l'intento di Nyriss di fermarlo; il palazzo della signora oscura viene dunque attaccato, e Revan fugge insieme ai compagni T3-M4, Lord Scourge e Meetra. I quattro si nascondono, in attesa del momento di attaccare l'Imperatore. Il gruppo parte dunque per la Cittadella a Kaas City, dove, neutralizzate le guardie, hanno accesso alla sala del trono. L'Imperatore si rivela sorpreso dal ritorno di Revan, ed inizia il grande scontro. Durante il combattimento, però, Scourge ha una visione, nella quale vede l'Imperatore sconfitto da un jedi, che però non corrisponde né a Revan né a Meetra. Terrorizzato dal fatto che quel combattimento possa essere l'ultimo per lui e timoroso di morire, Scourge tradisce i jedi e uccide Meetra, trafiggendola alle spalle. Revan rimane senza sensi dopo un attacco dell'Imperatore e viene rinchiuso in una cella di stasi, nella quale resterà per oltre 300 anni. Mentre Revan è imprigionato in questa camera, l'Imperatore si insedia nella sua mente, per estrarre informazioni riguardanti la Repubblica, in vista del suo prossimo attacco. Il legame mentale però consente anche a Revan di insediarsi nella mente dell'Imperatore, influenzandolo, e ritardando l'attacco alla Repubblica di oltre 200 anni. Così facendo, Bastila ed il loro figlio Vaner avrebbero potuto vivere la loro vita in modo sereno e senza guerre.

## Sesso e controversie
Mentre nel videogioco il sesso di Revan è specificato dal giocatore, il canone di Guerre stellari stabilisce che Revan è da considerarsi maschio nella continuità, come specificato da Leland Chee. Il volume Chronicles of the Old Republic, pubblicato prima del rilascio di Star Wars: Knights of the Old Republic II: The Sith Lords, e The New Essential Chronology descrivono Revan come maschio. L'affermazione di ciò ha provocato critiche e discordie tra i fan di Guerre stellari che hanno giocato entrambi i giochi, che hanno citato come la canonizzazione sia vicina alla considerazione di George Lucas che ritiene Guerre stellari essere un "film per ragazzi". Il capo sviluppatore del videogioco, David Gaiver, ha specificato di preferire Revan come femmina e Dan Wallace, autore di The New Essential Chronology spiega che:
(Dan Wallace)
Nel romanzo Darth Bane - Il sentiero della distruzione, l'autore Drew Karpyshyn evita i riferimenti al sesso del personaggio e usa limitatamente i pronomi che si riferiscono a Revan. Nella storia Revan viene mostrato come mascherato e visto in uno holocron da Darth Bane, il personaggio principale della storia.
Nonostante lo stesso Lucas accetti il canonico Revan come maschio, i fan considerano questo un problema che genera controversie. Una domanda riguardo al sesso del personaggio, posta sul sito Lucasforums mostra comunque che il 57% si trova d'accordo con la spiegazione "canonica".